# Besitzverbot
Das Besitzverbot bedeutet den Ausspruch eines Verbots für den Besitz an bestimmten Gegenständen und Tieren. Es ist meistens mit strafrechtlichen oder ordnungsrechtlichen Sanktionsdrohungen verbunden. Dem Besitzverbot liegt eine besondere Gefährlichkeit oder Verwerflichkeit der Sache zugrunde. Typische Besitzverbote bestehen für folgende Gegenstände:
- Waffen (WaffG)
- Betäubungsmittel (BtMG)
- Kinder- und Jugendpornografie sowie Sexpuppen mit kindlichem Erscheinungsbild (§§ 184b, 184c, 184l StGB)
- bedrohte Tiere und Pflanzen (BNatSchG, Artenschutz)
- getarnte Abhörsender (§ 8 TTDSG).

Besitzverbote sind Eingriffe in das Grundrecht auf Eigentum (Artikel 14 des GG), die durch die damit verfolgten Ziele gerechtfertigt werden. 